# Прост идеал
Прост идеал в теория на пръстените е алгебрична структура, вид идеал удоволетворяващ допълнителни условия, подобна на понятието просто число от теория на числата.

## Общо определение
Нека {\displaystyle R\,} пръстен и {\displaystyle P\,} е собствен идеал на пръстена. Нека {\displaystyle A\,} и {\displaystyle B\,} са два произволни идеала на {\displaystyle R\,}. {\displaystyle P\,} е прост идеал на {\displaystyle R\,}, ако от това, че произведението {\displaystyle AB\subset P}, следва, че или {\displaystyle A\subset P} или {\displaystyle B\subset P}.

## Определение за комутативни пръстени
Нека {\displaystyle R\,} е комутативен пръстен с единица, {\displaystyle P\,} е собствен идеал на пръстена и {\displaystyle x,y\in R}. {\displaystyle P\,} е прост идеал на {\displaystyle R\,}, ако от {\displaystyle x,y\in P} следва {\displaystyle x\in P} или {\displaystyle y\in P}.
Горното условие може да се изрази и по следните еквивалентни начини:
- {\displaystyle x\not \in P,y\not \in P\Rightarrow xy\not \in P}
- {\displaystyle x_{1}...x_{n}\in P\Rightarrow \exists x_{i}\in P,\ i=1...n}
- {\displaystyle P\,} е прост идеал за пръстена {\displaystyle R\,}, когата факторпръстена {\displaystyle P\,} е област.